# Peter Møllgaard
Hans Peter Møllgaard (født 23. februar 1964) er en dansk økonom, der er formand for Klimarådet og som siden juni 2022 har været dekan for Det Samfundsvidenskabelige Fakultet ved Syddansk Universitet. Fra 1. juni 2024 er han rektor for Copenhagen Business School.
Han var i perioden 2018-2022 professor i industriøkonomi og dekan ved Maastricht University . Møllgaard er tidligere professor, institutleder og dekan på CBS.
Han er uddannet cand.polit. fra Københavns Universitet i 1989 og ph.d. fra Det Europæiske Universitetsinstitut i Firenze med speciale i energiøkonomi i 1993.
I 2020 var han ifølge Infomedia den 4. mest citerede ekspert i de danske medier i 2020, når undtages udtalelser om coronaviruspandemien. I 2022 opnåede han en 50.plads på samme liste.